# Paravatumb
Paravatumb (toponimo azero, in armeno Պառավաթումբ? trasl. Paravatumb) è un insediamento azero del distretto di Xocavənd.
Sorge attiguo al villaggio di Kaghartsi in zona collinare, prossimo alla direttrice fra Martuni e Step'anakert.
Fino all'autunno 2023, Paravatumb fu una comunità rurale della regione di Martuni nella repubblica dell'Artsakh (fino al 2017 denominata repubblica del Nagorno Karabakh).
Prima dell'esodo della popolazione di lingua armena, contava poco meno di duecento abitanti